# Philipp Rappaport

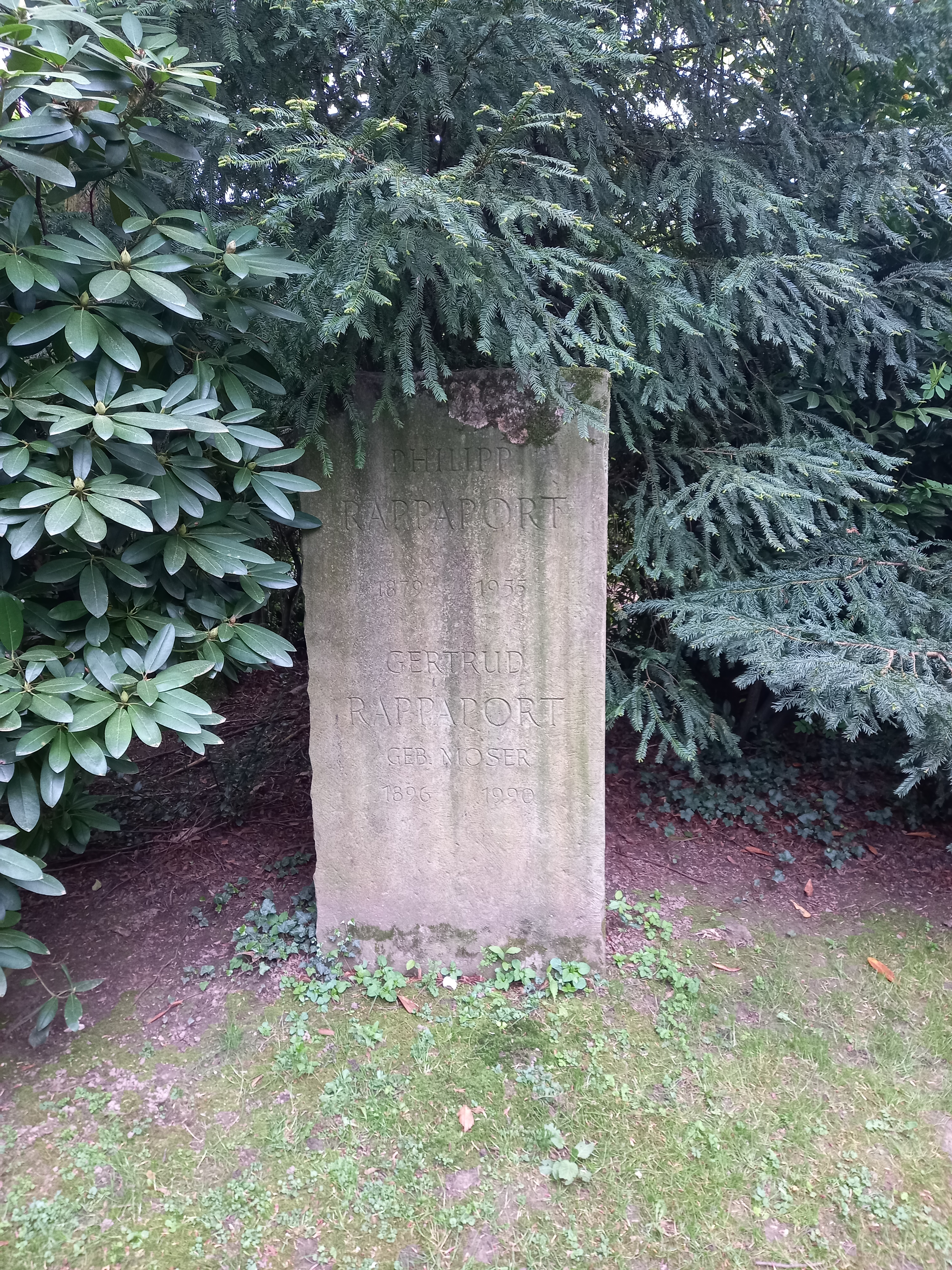
Das Grab von Philipp Rappaport und seiner Ehefrau Gertrud geborene Moser auf dem Friedhof Bredeney in Essen

Philipp Rappaport (* 10. Dezember 1879 in Berlin; † 18. November 1955 in Essen; vollständiger Name: Philipp August Rappaport) war ein deutscher Architekt, Stadtplaner, Baubeamter, Hochschullehrer und Autor sowie Direktor des Siedlungsverbands Ruhrkohlenbezirk (SVR) in Essen.

## Leben
Rappaport wurde als Sohn des in Königsberg ansässigen Kaufmanns Adolf Rappaport und seiner Frau Alma Rappaport geb. Naumann geboren und hatte fünf Geschwister. Ein Bruder war der Althistoriker Bruno Rappaport. Nach dem Tod seines Vaters zog die Familie 1881 nach Kösen. 1888 heiratete seine Mutter in zweiter Ehe den Lehrer Karl Rothe und die Familie lebte ab 1894 in Nordhausen am Harz. Rappaport besuchte die Landesschule Pforta und begann ein Studium der Volkswirtschaft an der Berliner Universität sowie an der Universität Gießen, wechselte dann aber rasch zu einem Studium im Baufach an der Technischen Hochschule (Berlin-)Charlottenburg, das er am 22. Oktober 1904 mit dem Diplom abschloss. Die Schul- und Semesterferien verbrachte er in Nordhausen bei seiner Familie. Dort entstanden zahlreiche Federzeichnungen mit Motiven aus der Altstadt und 1907 die kleine Monographie Eine alte Reichsstadt wie sie war und wird.
Anschließend absolvierte er ein Referendariat als Regierungsbauführer. Dabei war er von 1906 bis 1907 am Bau der Reichsbank-Stelle Charlottenburg unter Leitung des Reichsbank-Architekten Julius Habicht beteiligt. 1907 gewann er den Schinkelpreis und nach dem bestandenen 2. Staatsexamen wurde er 1908 zum Regierungsbaumeister (Assessor im öffentlichen Bauwesen) ernannt. Er war zunächst im Bauwesen der Kaiserlichen Marine und bei der Bezirksregierung Koblenz tätig.
Ab 1912 war Rappaport im preußischen Ministerium der öffentlichen Arbeiten in Berlin beschäftigt, wo er in der Bauabteilung Bauvorhaben bearbeitete und mit Bauausführungen beauftragt war, z. B. der des 1913 fertiggestellten Königlichen Amtsgerichts Eisleben. Ebenfalls 1912 promovierte er an der Technischen Hochschule Charlottenburg zum Doktor-Ingenieur (Dr.-Ing.) und arbeitete danach nebenberuflich als ständiger Assistent am städtebaulichen Seminar der Hochschule.
Von 1914 bis 1918 nahm er als Soldat am Ersten Weltkrieg teil, zuletzt als Adjutant eines Generals der Pioniere. Er wurde mit dem Eisernen Kreuz 2. und 1. Klasse ausgezeichnet. 1918 kehrte er zunächst in die Bauabteilung des Ministeriums zurück, wurde aber schon bald Mitarbeiter beim Staatskommissar für das Wohnungswesen.
1920 folgte die Ernennung zum Staatskommissar für Bergmannswohnungen für den rheinisch-westfälischen Industriebezirk, daneben hielt er Vorlesungen an der Kunstakademie Düsseldorf. Am 20. Oktober 1920 nahm Rappaport den Dienst als Erster Beigeordneter und stellvertretender Verbandsdirektor beim neu gegründeten Siedlungsverband Ruhrkohlenbezirk (SVR) in Essen auf. Schließlich wurde er 1932 kommissarischer Verbandsdirektor des SVR, aber schon 1933 nach der Machtübernahme durch die Nationalsozialisten in den Ruhestand versetzt.
Rappaport war danach als Sachverständiger für private Auftraggeber, vor allem in der westdeutschen Industrie, tätig. 1944 wurde er verhaftet und in ein Zwangsarbeitslager eingewiesen, aus dem er kurz vor Kriegsende 1945 fliehen konnte.
Nach Ende des Zweiten Weltkriegs wurde Rappaport zum Verbandsdirektor des SVR und zum Kommissar für den Bergarbeiterwohnungsbau berufen. Nebenamtlich war er vorübergehend auch mit der Bildung einer Zentralstelle für Städtebau und Wohnungswesen in der britischen Besatzungszone mit Sitz in Lemgo beauftragt. Das Amt als Verbandsdirektor übte er bis 1951 aus und ging dann in den Ruhestand. Rappaport hatte damit einen wichtigen Anteil bei der Entwicklung der Landesplanung als Planungsinstrument. Daneben war er erneut als Dozent für Städtebau in Düsseldorf tätig.
Rappaport war seit 1921 mit Gertrud geb. Moser (1896–1990) verheiratet, beide hatten vier Kinder.

## Wiederaufbau nach 1945
Nach der erzwungenen Schaffenspause in der Zeit des Nationalsozialismus beteiligte sich Rappaport gleich bei Kriegsende an der Entwicklung von Leitlinien für den Wiederaufbau mit zahlreichen Veröffentlichungen. So schuf er das Motto „Deutschland ist viel zu arm, um zweimal aufgebaut zu werden“.
Damit votierte er gegen „alles Einstweilige, Provisorische, Halbfertige“, das für ihn „vom Übel und viel zu teuer“ war. Also sollte keine notdürftige Behelfsarchitektur entstehen, keine Provisorien, sondern eine „zeitgemäße Architektur“, die den Umständen entsprach und sich als solche auch darstellen sollte. Deshalb galt nicht nur für Rappaport die grundsätzliche Forderung, dass der Wiederaufbau „trotz der gebotenen Eile und trotz der erforderlichen Einfachheit einen endgültigen Charakter habe“.
In seiner Eigenschaft als Direktor des Siedlungsverbands Ruhrkohlenbezirk (SVR) hatte Rappaport einen bedeutenden Anteil an den Stadtplanungen und der Architektur des Wiederaufbaus. Als deren Ziele formulierte er die Beseitigung historischer Planungsfehler, die Trennung von Wohn- und Arbeitsplätzen sowie die Ordnung des Verkehrs.

## Ehrungen
Anlässlich seines 70. Geburtstags wurde Rappaport zum Titularprofessor des Landes Nordrhein-Westfalen ernannt und erhielt die Ehrendoktorwürde der Technischen Hochschule Aachen (Dr.-Ing. E. h.). 1952 wurde ihm das Große Bundesverdienstkreuz verliehen. Er war Träger der Ehrenplakette der Studiengesellschaft für Automobilstraßenbau. Die Rappaportstraße in Marl (nördlicher Teil der Nord-Süd-Achse) wurde nach ihm benannt.

## Schriften
- Eine alte Reichsstadt, wie sie war und wird. Briefe an e. Freund. In: Wie wir unsere Heimat sehen. Band 7. Nordhausen 1907.
- Die Entwicklung des deutschen Marktplatzes. In: Städtebauliche Vorträge. Band 7, Berlin 1914.
- Fürsorge und Eigensorge im Wohnungsbau. 1920.
- Wohnungen für viele. In: Katalog der Bau-Ausstellung Essen 1925. Essen o. J. (1925).
- Städtebau und Landesplanung in ihrem Zusammenhang mit Wirtschaft und Kultur. Berlin 1929.
- Der Wiederaufbau der deutschen Städte. Essen 1946.
- Wiederaufbau und Neubau von Wohnungen. Lüdenscheid 1949.
- Wünsche und Wirklichkeit des deutschen Wiederaufbaus. Frankfurt am Main 1949.
- Verkehrsfragen in US-Amerika. Eine Reisebetrachtung. Vortrag, Essen 1952.
- Leben und Landschaft im Wandel der Zeiten. Tübingen 1954.
- Die bauliche Entwicklung Nordrhein-Westfalens in den letzten Jahrzehnten. In: Fünfzig Jahre rheinisch-westfälisches Baugewerbe. o. O. 1954.